# 7 d'octubre
El 7 d'octubre és el dos-cents vuitantè dia de l'any del calendari gregorià i el dos-cents vuitanta-unè en els anys de traspàs. Queden 85 dies per finalitzar l'any.

## Esdeveniments
Països Catalans
- 1642: En el marc de la Guerra dels Trenta Anys, a nivell internacional, i dintre de la Guerra dels Segadors a nivell de Catalunya, té lloc a Lleida la batalla de les Forques on tropes franceses amb el suport de regiments catalans derroten els terços de Castella.
- 1926 - Barcelona: primera Festa del Llibre i Dia del Llibre, promoguts per l'editor Vicent Clavel i la Cambra del Llibre de Barcelona; amb el temps, canviarà el dia de celebració al 23 d'abril.[1]

Resta del món
- 1542: a Califòrnia, l'explorador Joan Rodríguez Cabrillo sota la Corona Espanyola descobreix l'illa de Santa Catarina.

- 1571 - Batalla de Lepant entre la Lliga Santa i l'Imperi Otomà; la flota de les Espanyes havia sortit de Barcelona.
- 1777 - Saratoga (Estat de Nova York): Els americans guanyen la batalla de Saratoga durant la Guerra d'Independència dels Estats Units.[2]
- 1780 - Blacksburg (Carolina del Sud, EUA): victòria americana en la batalla de Kings Mountain, en el marc de la Guerra de la Independència dels Estats Units.[3]
- 1886 - Espanya aboleix l'esclavisme a Cuba.
- 1940 - Alemanya envaeix Romania.
- 1949 - Es funda la República Democràtica Alemanya.
- 1950 - Els Estats Units envaeixen Corea.
- 1980 - Primera aparició del personatge d'Elektra Natchios a Daredevil nº168 de Marvel Comics.
- 2020 - Grècia: la justícia sentencia que Alba Daurada, el partit neonazi, és una organització criminal i en condemna la seva cúpula i diversos diputats, entre d'altres.[4]
- 2023 - Israel: Hamas i altres grups palestins llancen un atac contra Israel, que provoca aproximadament 1.200 morts,[5] la majoria civils, i la captura de més de 240 ostatges,[6] comptant civils i soldats.[7][8] L'atac provocarà l'inici de la Guerra entre Israel i Gaza.[9][10]

## Naixements
Països Catalans
- 1873 - Palma: Gabriel Alomar i Villalonga, poeta, prosista i assagista mallorquí (m. 1941).[11]
- 1887 - Sant Feliu de Guíxols: Gaziel, pseudònim d'Agustí Calvet i Pascual, escriptor i periodista català (m. 1964).[12]
- 1907 - Barcelona: Carles Parès i Guillèn, metge cirurgià català (m. 1973).[13]
- 1915 - Carlet (Ribera Alta): Francesc Xavier Casp i Verger, conegut com a Xavier Casp, poeta i activista polític valencià.

Resta del món
- 1409 - Visegrád (Regne d'Hongria): Elisabet de Luxemburg, consort d'Hongria i Bohèmia, i duquessa consort d'Àustria.
- 1697 - Venècia: Il Canaletto –Giovanni Antonio Canal–, el pintor de Venècia per excel·lència (m. 1768).[14]
- 1885 - Copenhaguen, Dinamarca: Niels Bohr, físic danès, guardonat amb el Premi Nobel de Física 1922 (m. 1962).
- 1896 - Ilo Ilo, Filipines: Paulino Alcántara, futbolista filipí que es desenvolupà a Catalunya.
- 1915 - Odessa, llavors Imperi Rus: Margarita Aliguer, poeta, bibliotecària, periodista i traductora russa i soviètica (m. 1992).[15]
- 1919 - Nova York (EUA): Henriette Avram, bibliotecària i programadora, creadora dels formats MARC (m. 2006).
- 1928 - Kent: Lorna Wing, psiquiatra i metgessa anglesa, pionera en la comprensió de l'autisme (m. 2014).[16]
- 1931 - Klerksdorp, Transvaal, Unió Sud-africana: Desmond Tutu, sacerdot anglicà i pacifista, Premi Nobel de la Pau de l'any 1984.
- 1932 - Tanta, Egipte: Neima Akef, actriu de l'època daurada del cinema i ballarina de dansa del ventre (m. 1966).
- 1934 - Oldenburg, Alemanya: Ulrike Meinhof, periodista i activista política comunista alemanya, que fou una de les fundadores de la Fracció de l'Exèrcit Roig (RAF), també coneguda com el grup Baader-Meinhof (m. 1976).[17]
- 1939 - Wisbech, Cambridgeshire (Anglaterra): Harold Kroto, químic anglès, Premi Nobel de Química de l'any 1996 (m. 2016).
- 1952 - Leningrad (Unió Soviètica): Vladímir Putin, polític rus, president de Rússia.[18]
- 1969 - Daly City, Califòrnia: Richard Quitevis, conegut com a DJ Qbert compositor i disc jockey estatunidenc.

## Necrològiques
Països Catalans
- 1918, València: Santiago Segura i Burguès, marxant i promotor artístic català.
- 1946, Barcelona: Marià Pidelaserra i Brias, pintor català, un dels màxims representants de l'impressionisme a Catalunya
- 2011, Borriana, Plana Alta: Enric Monsonís Domingo polític liberal valencià, segon President del Govern (preautonòmic) del País Valencià (1979-1982) (n. 1931).

Resta del món
- 1682, Pequín (Xina): Ludovico Buglio, jesuïta italià, missioner a la Xina (n. 1606).[19]
- 1845, Castenaso: Isabella Colbran, compositora d'òpera i mezzosoprano espanyola. Casada amb Rossini (m. 1845).[20]
- 1849, Baltimore (EUA): Edgar Allan Poe, escriptor nord-americà considerat un pels pares del conte curt (n. 1809).[21]
- 1903, Bonn, Imperi Alemany: Rudolf Lipschitz, matemàtic alemany (n. 1832).
- 1943, Londres: Radclyffe Hall, poeta i novel·lista anglesa (n. 1880).[22]
- 1960, Londres, Regne Unit: William Dennis Elcock, filòleg romanista i professor universitari britànic, especialitzat en l'estudi de les llengües romàniques de França i del Pirineu.
- 1967, Croydon, Regne Unit: Ralph Norman Angell, escriptor, periodista i polític anglès, Premi Nobel de la Pau de 1933 (n. 1872).
- 1991, Roma: Natalia Ginzburg, escriptora italiana (n. 1916).[23]
- 2006, Moscou, Rússia: Anna Politkóvskaia, periodista russa opositora a Vladímir Putin; morí assassinada (n. 1958).[24][25]
- 2007: Georg Oddner, fotògraf suec.

## Festes i commemoracions
- Festa del Roser, Església Catòlica.

- Festa major de Mare de Déu del Roser a Riudecols.
- Santoral: sants Marcel de Càpua, màrtir; Justina de Pàdua, màrtir; Papa Marc; Sergi i Bacus, màrtirs; beat Martín Cid, cistercenc; servent de Déu: Francesc de Barrecheguren i Montagut, prevere redemptorista (1957).